# John Winston (Schauspieler)
John Winston (* 24. Oktober 1927 in Leeds, Vereinigtes Königreich; † 19. September 2019) war ein britischer Schauspieler.

## Leben
Die bekannteste Rolle hatte John Winston in der Serie Raumschiff Enterprise, er spielte hier in insgesamt elf Folgen Lieutenant Kyle, den Transporter Chief des Raumschiffs USS Enterprise (NCC-1701). Auch im Kinofilm Star Trek II: Der Zorn des Khan war Winston als Commander Kyle zu sehen.
Er hatte auch Auftritte in verschiedenen anderen Fernsehserien wie Solo für O.N.C.E.L. (1966), Drei Engel für Charlie (1978), Ein Colt für alle Fälle (1982) und Max Headroom (1987). Im Laufe seiner gesamten Filmkarriere kam er allerdings nie über Nebenrollen hinaus.
John Winston starb am 19. September 2019 im Alter von 91 Jahren.

## Filmografie (Auswahl)
- 1966: Solo für O.N.C.E.L. (The Man from U.N.C.L.E.; Fernsehserie, Folge The King of Diamonds Affair)
- 1966: Time Tunnel (The Time Tunnel; Fernsehserie, 2 Folgen)
- 1967–1969: Raumschiff Enterprise (Star Trek; Fernsehserie, 11 Folgen)
- 1969: Alexandria – Treibhaus der Sünde (Justine)
- 1971: Einsatz im Pazifik (Assault on the Wayne; Fernsehfilm)
- 1974: California Split
- 1978: Drei Engel für Charlie (Charlie’s Angels; Fernsehserie, Folge Diamond in the Rough)
- 1982: Star Trek II: Der Zorn des Khan (Star Trek II: The Wrath of Khan)
- 1982: Ein Colt für alle Fälle (The Fall Guy; Fernsehserie, Folge The Ives Have It)
- 1987: Max Headroom (Fernsehserie, Folge Body Banks)
- 1990: Heißes Erbe Las Vegas (Lucky Chances; Fernseh-Miniserie, 3 Folgen)
- 2004: Star Trek: New Voyages (Fanserie; Folge Come What May)